# Gheorghe Hagi
Gheorghe Hagi, més conegut com a Gica Hagi, (Săcele, Comtat de Constanţa 5 de febrer de 1965) és un exfutbolista romanès. És considerat com un dels millors mitjapuntes d'Europa dels anys 80 i 90, i el millor futbolista de Romania de la història. Té un fill, també futbolista, anomenat Ianis Hagi.

## Biografia
Després d'aconseguir ser un futbolista d'elit al seu país natal, va donar el salt a una gran lliga europea, signant pel Reial Madrid. Va arribar a jugar als dos equips més importants del futbol espanyol, el Reial Madrid i el FC Barcelona, encara que els seus millors èxits els va aconseguir amb l'Steaua Bucarest de Romania, i amb el Galatasaray SK turc. Sempre va portar el dorsal número 10.
Es va retirar com a futbolista el 2001, rebent un homenatge a Bucarest, amb els millors futbolistes internacionals. El novembre de 2003 fou nomenat Golden Player de Romania com el futbolista del país més destacat dels darrers 50 anys.

## Internacional
Hagi va ser el jugador més destacat i el capità de la selecció de futbol de Romania durant la dècada dels 80 i 90. Va jugar 125 partits internacionals marcant 35 gols. Va participar en 3 mundials (1990, 1994 i 98) i a tres Eurocopes (1984, 1996 i 2000).

## Palmarès

### FC Steaua de Bucarest
- 1 Supercopa d'Europa (1986)
- 3 Lligues romaneses (1987, 1988, 1990)
- 2 Copes romaneses (1987, 1989)

### Reial Madrid
- 1 Supercopa espanyola (1990)

### FC Barcelona
- 1 Supercopa espanyola (1994)

### Galatasaray SK
- 1 Supercopa d'Europa (2000)
- 1 Copa de la UEFA (1999/00)
- 1 Supercopa turca (1996/97)
- 4 Lligues turques (1997, 1998, 1999, 2000)
- 2 Copes turques (1999, 2000)